# Koranisme
Het koranisme (Arabisch: قرآنيون, Qurʾāniyūn, Engels: Quranism), ook wel bekend als Quran alone Islam, is een overtuiging die de religieuze autoriteit van de Hadith-verzamelingen geheel of gedeeltelijk afwijst en de Koran beschouwt als meest (of enige) gezaghebbende tekst in de islam. De Hadith-verzamelingen zijn in de 8e eeuw en 9e eeuw neergeschreven overleveringen over het doen en laten en de uitspraken van profeet Mohammed. In tegenstelling tot de overgrote meerderheid van de moslims beschouwen koranisten de Hadith-verzamelingen niet als een aanvulling op en interpretatie van de Koran. De Koran zou ook waarschuwen voor ongegronde overleveringen (Hadith):
- ... ongegronde overleveringen (Hadith) doen afdwalen van het pad van God ... (Koran 31:6)
- Dat zijn de tekenen van God, Wij lezen ze jou in waarheid voor, aan welke overleveringen (Hadith) zullen zij dan na God en Zijn tekenen nog geloven? (Koran 45:6)
- God heeft nedergezonden de beste overleveringen (Hadith) (Koran 39:23)
- Laat Mij dan maar begaan met degenen die deze overleveringen (Hadith) verwerpen (Koran 68:44)
- En het Woord van jouw Heer is tot voltooiing gekomen in waarachtigheid en rechtvaardigheid. Niemand kan Zijn Woorden veranderen. En Hij is de Alhorende, de Alwetende. (Koran 6:115)

Koranisten geloven erin dat veel stukken in de Hadith-verzamelingen door de Omajjaden werden bedacht
onder Umar ibn al-Azziz met de bedoeling de betekenis van bepaalde Koranverzen te verdraaien. Ook zijn zij van mening dat veel moslims zich onnodig veel op details en de vorm focussen en daardoor de essentie van het geloof missen, wat ze onder andere baseren op het verhaal van Mozes en de koe (Koran 2:67-71).
Het koranisme is vergelijkbaar met bewegingen in andere religies zoals het Karaïtisch jodendom en de Sola scriptura.

## Inleiding
Koranisten zijn onder verschillende namen bekend. Zoals de Arabische woorden Qurʾāniyūn (Arabisch: قرآنيون) en ʾAhl al-Qurʾān (Arabisch: أهل القرآن) die beide kunnen worden vertaald als "koranisten". Het Engelse submitters (een directe vertaling van het Arabische woord moslim) dat meestal wordt vertaald als "onderschikkers". Of als "Koran-alleen volgelingen". Een naam die tegenhangers veel gebruiken is munkirū al-ḥadīṯ (Arabisch: منكروا الحديث) wat "Hadith-afwijzers" betekent.
Over het algemeen beschouwen koranisten zich simpelweg als "moslims", een term die in de Koran veel voorkomt. Ze zien zich dus meestal niet als lid van een bepaalde stroming, zoals de soennieten of sjiieten. De mate waarin koranisten de authenticiteit van de Hadith-verzamelingen afwijzen varieert. De meeste koranistische groeperingen bekritiseren de Hadith-verzamelingen op vele punten.
Een wereldwijde enquête van het Pew Research Center liet zien dat veel moslims zich niet verbinden met een stroming, maar zich "gewoon moslim" beschouwen:
Deze beschouwing is meest voorkomend in Centraal Azië en in Zuid- en Oost Europa; in beide regio's is de mediaan van het percentage respondenten dat verklaart "gewoon moslim" te zijn 50% of meer. In Kazachstan geven bijna driekwart (74%) van de moslims dit antwoord, en meer dan zes-van-de-tien moslims geven dit antwoord in Albanië (65%) en Kirgizië (64%). 
In Afrikaanse landen ten zuiden van de Sahara woestijn en in Zuidoost-Azië beschouwen aanzienlijke minderheden zichzelf "gewoon moslim" (medianen van respectievelijk 23% en 18%. En in drie landen – Indonesië (56%), Mali (55%) and Kameroen (40%) – is "gewoon moslim" het frequentste antwoord wanneer er wordt gevraagd naar de islamitische stroming waar zij zich toe rekenen. Zich als "gewoon moslim" noemen komt minder voor in het Midden-Oosten en Noord-Afrika (mediaan van 12%) en Zuid-Azië (mediaan van 4%).

Het is niet bekend welk deel van de moslims, die zich niet als lid van een stroming beschouwen, daarnaast ook andere koranistische opvattingen omarmen. Veel koranisten hebben een persoonlijke interpretatie van de Koran en wijzen zowel sektarisme als geïnstitutionaliseerde religie af (omdat hiervoor geen basis in de Koran te vinden is), dit maakt het moeilijk een schatting te maken van het wereldwijde aantal koranisten.

## Geschiedenis

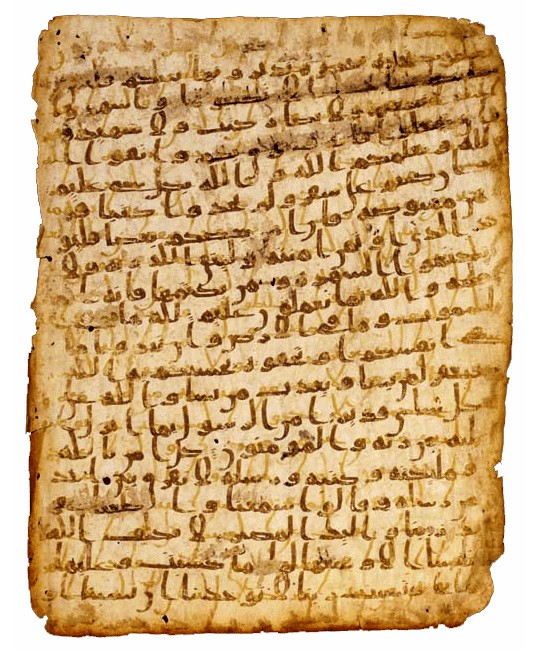
Korangeschrift uit de 7e eeuw vC, handgeschreven op vellum in het Hijazi schrift.

Historisch werden overtuigingen kenmerkend voor het koranisme al tijdens het leven van de profeet Mohammed beleden. Omar ibn al-Chattab, een van de invloedrijkste kaliefen, wordt gezien als de eerste persoon waarvan zijn koranistische overtuiging is overgeleverd. In de Hadith verzamelingen van zowel Al-Bukhari als Muslim, lezen we:
"Overgeleverd door Ibn Abbas is dat de Profeet, Gods vrede zij met hem, in zijn sterfbed was en er enkele mensen in het huis waren waaronder Omar ibn al-Chattab. De Profeet, Gods vrede zij met hem, zei, 'Breng mij een (pen en papier) zodat ik iets voor jullie kan schrijven zodat jullie later (na mij) niet zullen dwalen.' Omar zei, 'Tussen ons is de Koran en Gods Boek is toereikend voor ons.'"
Omar verbood tijdens zijn dienst als kalief overleveringen (Hadiths), omdat hij bang was dat men de Koran en de overleveringen met elkaar zou verwarren.
De dichter, theoloog en jurist Ibrahim an-Nazzam richtte tijdens het Kalifaat van de Abbasiden een rechtsschool) op genaamd "Nazzamiyya" die de autoriteit van de Hadith-verzamelingen afwees en zich uitsluitend op de Koran baseerde.
In de 13e eeuw stelde Izz al-Din ibn Hibatullah ibn Abi l-Hadid openlijk de authenticiteit van vele Hadiths ter discussie.

## Overtuiging
Koranisten verwerpen (geheel of gedeeltelijk) de autoriteit van de Hadith-verzamelingen op theologische gronden, ondersteund door Koranverzen die verklaren dat alle noodzakelijke instructie in de Koran gevonden kan worden.
We hebben in deze Koran elk voorbeeld voor de mensheid genoemd. Maar de mens is meest van al twistziek. (Koran 18:54)
"Zal ik mij dan een andere rechter dan God zoeken, terwijl Hij het is die het boek duidelijk uiteengezet naar jullie heeft neergezonden?" En zij aan wie Wij het boek gegeven hebben weten dat het van jouw Heer vandaan met de waarheid is neergezonden. Behoor dus niet tot hen die twijfelen. Zo werd het woord van jouw Heer vervuld in waarheidsgetrouwheid en rechtvaardigheid. Er is niemand die Zijn woorden veranderen kan en Hij is de horende, de wetende. (Koran 6:114-115)
De Koran bevat ook verscheidende verzen over "Hadith" (overleveringen). Het woord Hadith wordt in de Koran zowel gebruikt om de overlevering van de Koran zelf aan te duiden als overleveringen buiten de Koran om. Koranisten gebruiken deze verzen om hun overtuiging te onderbouwen:
De neerzending van het boek is gebeurd door God, de machtige, de wijze. In de hemelen en de aarde zijn zeker tekenen voor de gelovigen. Ook in jullie schepping en de wezens die Hij heeft voortbracht zijn tekenen voor mensen die zeker zijn. [...] Dat zijn Gods tekenen. Wij lezen ze aan jou in waarheid voor. Dus, in welke overlevering [Hadith], na God en Zijn tekenen, zullen zij geloven? (Koran 45:2-6)
Het is een nobele Koran. In een beschermd geschrift. Niemand kan het bevatten behalve de puren. Een openbaring van de Heer van de werelden. Wijzen jullie deze overlevering [Hadith] af? (Koran 56:77-81)
In welke overlevering [Hadith] hierna zullen zij geloven? (Koran 77:50)
Koranisten vertalen steeds vaker de Arabische Koran naar andere talen, omdat in hun opvattingen de gangbare vertalingen zijn aangepast om de soennitische ideologie te bevestigen. Sommige soennitische vertalingen staan vol met commentaren (meestal tussen haakjes) — gebaseerd op de Hadith-verzamelingen — die de lezer tot een traditionele interpretatie leiden.
De mate waarin koranisten de authenticiteit van de Hadith-verzamelingen afwijzen, is verschillend. De bekendste koranistische groeperingen verwerpen de authenticiteit van de Hadith-verzamelingen op vele gronden, de voornaamste zijn: dat de Hadith-verzamelingen niet genoemd worden in de Koran als een bron van spirituele leiding, dat ze niet zijn opgetekend tot meer dan twee eeuwen na de dood van de profeet Mohammed (en de profeet dus niet heeft meegewerkt aan de totstandkoming van de Hadith-verzamelingen), en dat ze zowel zichzelf als de Koran op vele punten tegenspreken.
Omdat het koranisme geen geïnstitutionaliseerde geestelijkheid kent (er is in de Koran immers niets wat hiertoe aanzet), is voor koranisten ijtihad (onafhankelijk redeneren) belangrijker dan het geïnstitutionaliseerde taqlied (imiteren).

## Koranistische organisaties

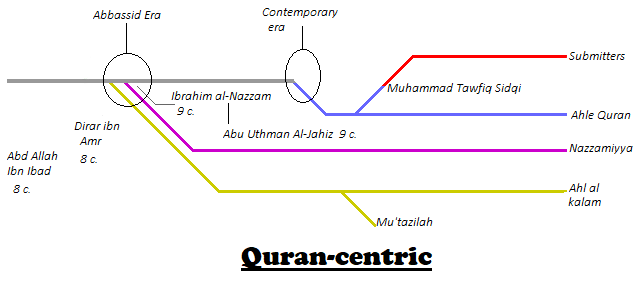
Geschiedenis van de koranitische stromingen.

### Ahle Qur'an
"Ahle Qur’an" is een organisatie opgericht door Abdullah Chakralawi.
Volgens Chakralawi kon de profeet Mohammed slechts één vorm van openbaring ontvangen, namelijk de Koran.
Deze koranisten zien de Koran als enige bron van het geloof en verwerpen volledig alle andere bronnen en Hadith. Zij noemen zich ook wel Quran Alone moslims en geloven dat de Koran Hadith volgen verbiedt.

### Tolu-e-Islam
Tolu-e-Islam ("Herleving van Islam") is een organisatie die is ontstaan in Pakistan, met volgelingen verspreid over de hele wereld.
De beweging is opgericht door de Korangeleerde Ghulam Ahmed Pervez. Tolu-e-Islam verwerpt niet alle Hadith maar ze accepteert alleen dat wat "in overeenstemming met de Koran is en het karakter van de Profeet en zijn metgezellen niet besmet".
Een voorbeeld is de naar het Koranisme / Soefisme neigende theoloog en Koranvertaler Yasar Nuri Ozturk. Ook de alevieten zijn het op veel gebieden met hem eens.

### United Submitters International
De United Submitters International is een door Rashad Khalifah opgerichte organisatie die nauw verbonden met de "Masjid Tucson" moskee in Tucson (Arizona, VS). Zijn volgelingen geloven veelal dat de Koran een wiskundige structuur bevat op basis van het getal 19. Zij verwerpen ook 2 verzen van de Koran. Khalifa werd door soennitische leiders als afvallige aangemerkt en werd in 1990 vermoord door een soennitische groepering. Bovenstaande twee groeperingen zijn het hier veelal niet mee eens.
|             | Ahle Qur'an (Quran Alone) | Kala Kato             | Tolu-e-Islam                                      | United Submitters International       |
| ----------- | ------------------------- | --------------------- | ------------------------------------------------- | ------------------------------------- |
| Stichter    | Abdullah Chakralawi       | Isa Othman            | Ghulam Ahmed Pervez                               | Rashad Khalifah                       |
| Oorsprong   | India                     | Nigeria               | Pakistan                                          | Verenigde Staten van Amerika          |
| Volgelingen | Wereldwijd                | Nigeria en Niger      | Wereldwijd                                        | Wereldwijd                            |
| Koran       | 114 hoofdstukken          | 114 hoofdstukken      | 144 hoofdstukken                                  | 2 veren van de koran worden verworpen |
| Hadith      | Alle hadith verworpen     | Alle hadith verworpen | Hadith in overeenstemming met koran geaccepteerd. | Alle hadith verworpen                 |
| Tafsier     | Verworpen                 | Toegestaan            | Toegestaan                                        | Verworpen                             |

## Kritiek vanuit soennitische en sjiitische geleerden
De volgende Koranverzen worden vaak genoemd als reden om de soenna te accepteren als gezaghebbend.

”Voorwaar, God heeft de gelovigen een gunst bewezen, daar Hij een boodschapper uit hun midden opwekte, die hun Zijn tekenen verkondigt, hen loutert en hun het Boek en de wijsheid onderwijst, hoewel zij voordien duidelijk dwaalden.” (Koran 3:164)

Zeg: "Gehoorzaamt God en de boodschapper", maar als zij zich afwenden, dan heeft God de ongelovigen niet lief." (Koran 3:3)

Zeg: "Indien je God liefhebt, volgt mij, God zal u liefhebben en uw zonden vergeven. God is Vergevensgezind, Genadig." (Koran 3:31)

Ook noemen de meeste geleerden het feit dat er ook veel Koranverzen antwoord geven op probleemstellingen ten tijde van profeet Mohammed, die in hun optiek niet anders dan middels Hadith-verzamelingen te begrijpen zijn. Ook noemen zij het gevaar dat men bij een persoonlijke interpretatie van de Koran de betekenis van de verzen naar de eigen hand zal draaien (interpreteren zoals het je zelf beter uitkomt). De Koran waarschuwt voor verdraaiing van de teksten door middel van persoonlijke interpretatie.

Hij is het, Die u het Boek heeft neergezonden; er zijn verzen in, die onoverdrachtelijk zijn, zij vormen de grondslag van het Boek, en er zijn andere (verzen), die zinnebeeldig zijn. Maar degenen in wier hart dwaling is, volgen die, welke zinnebeeldig (bedoeld) zijn en zoeken tweedracht en de verkeerde uitleg. En niemand kent de juiste uitleg dan God en degenen, die vast gegrondvest zijn in kennis, die zeggen: "Wij geloven er in; het geheel is van onze Heer"; en niemand trekt er lering uit, dan zij, die begrip hebben. (Koran 3:7)

De uitleg van de profeet en diens uitspraken met betrekking tot geloofszaken komen, volgens de meerderheid van de moslims, vanuit een goddelijke inspiratie. De profeet Mohammed is daarbij niet enkel de brenger van het Gods woord (Koran) maar ook de uitlegger ervan.

"Uw metgezel is noch afgedwaald noch afgeweken. Noch spreekt hij (Mohammed) naar eigen begeerte. Het is slechts de Openbaring die wordt nedergezonden. Hij, die grote macht heeft, onderwees hem." (Koran 53:2-5)

Als reactie op deze beschuldigingen zeggen koranisten dat zij overduidelijk niet alle teksten in de Hadith-verzamelingen verwerpen, maar dat men er niet omheen kan draaien dat er veel gefabriceerd zijn ten tijden van de Omajjaden. Koranisten zien de Koran als de beste overlevering (Hadith).
In soennitische bronnen (Bukhari) staat onder andere de volgende Hadith tekst: "Overgeleverd door Ibn Abbas is dat de Profeet, Gods vrede zij met hem, in zijn sterfbed was en er enkele mensen in het huis waren waaronder Omar ibn al-Chattab. De Profeet, Gods vrede zij met hem, zei, 'Breng mij een (pen en papier) zodat ik iets voor jullie kan schrijven zodat jullie later (na mij) niet zullen dwalen.' Omar zei, 'Tussen ons is de Koran en Gods Boek is genoeg voor ons.'"
Koranisten gebruiken deze Hadith tekst om aan te tonen dat de soennitische kalief Omar ook naar het koranisme neigde. Desalniettemin worden koranisten in verscheidene islamitische landen vervolgd wegens godslastering of zelfs afvalligheid.

## Bekende koranieten
- Sam Gerrans, schrijver van The Qur’an: A Complete Revelation, The God Protocol, The Mysterious Letters of the Qur’an: A Complete Solution.
- Abdullah Chakralawi, stichter van de beweging Ahle Qur'an
- Muammar Ghadaffi, voormalige Libische dictator
- Rashad Khalifa, stichter van de beweging United Submitters International
- Sam Khalifa, zoon van Rashad Khalifa
- Irshad Manji, lesbische feministe uit Canada
- Ahmed Subhy Mansour, voormalig Egyptische geleerde van de Al-Azharuniversiteit
- Ibrahim an-Nazzam, Iraaks filosoof en theoloog
- Yasar Nuri Ozturk, Turks parlementariër en theoloog
- Ghulam Ahmed Pervez, stichter van de beweging Tolu-e-Islam
- Muhammad Shahrur, Syrische hervormer
- Edip Yüksel, Koerdische filosoof en jurist